# Arthur Wilmot Wadeson Holworthy
Arthur Wilmot Wadeson Holworthy, britanski general, * 1897, † 1983.